# P Nation
P-Nation (en hangul, 피네이션; romanización revisada, Pi Neisyeon, estilizado como P NATION) es una compañía de entretenimiento surcoreana fundada por PSY en 2019. Es el sello de artistas como Crush, Heize y Swings.

## Historia
El 14 de mayo de 2018, se informó que PSY estaba dejando la empresa YG ENTERTAINMENT, para enfocarse en la creación de su nueva empresa discográfica.
El 23 de enero de 2019, PSY anunció a través de Instagram que su empresa discográfica sería conocida como P Nation. Al día siguiente, se anunció que Jessi, cantante y exmiembro del grupo Lucky J, sería la primera artista en firmar un contrato con P-Nation.
Dos días después, el 26 de enero de 2019, se anunció que Hyuna y E-Dawn, exintegrante de Pentagon, también formarían parte de la empresa.
El 17 de julio de 2019, se anunció a través del Instagram oficial de P-Nation que el cantante y compositor de hip hop Crush formaría parte de la empresa. Anteriormente Crush era un artista de la empresa Amoeba Culture, luego abandonó la empresa con el fin de iniciar su propia empresa, pero terminó firmando un contrato con la empresa de PSY.
El 15 de septiembre de 2020, PSY anunció a través de su Instagram que la cantante y rapera Heize firmó un contrato exclusivo con la empresa, siendo la quinta artista en ingresar a P Nation.
El 29 de diciembre de 2020, se anunció que el rapero D.Ark firmó un contrato exclusivo con P-Nation.
El 29 de abril de 2021, a través de Instagram se anunció que el rapero Swings firmó un contrato con P-Nation.

## Artistas

### Grupos
- The New Six

### Solistas
- Crush[12]
- PSY[8][13]
- Heize[14][15]
- Swings
- Hwasa

## Ex artistas
- D.Ark (2020–2021)
- Jessi (2019–2022)
- Hyuna (2019–2022)
- Dawn (2019–2022)
- Penomeco (2021–2024)